# Jenny Owens
Jenny Owens (* 17. Mai 1978 in Sydney) ist eine ehemalige australische Skisportlerin, die zuerst als Skirennläuferin und später als Freestyle-Skierin in der Disziplin Skicross aktiv war.

## Biografie
Ihren ersten von fünf australischen Meistertiteln gewann Owens im Jahr 1998. Das beste Ergebnis bei Juniorenweltmeisterschaften war im selben Jahr ein elfter Platz in der Abfahrt. Ihr Debüt im Alpinen Skiweltcup gab sie am 17. Dezember 1999 in St. Moritz, wo sie in der Abfahrt auf Platz 46 fuhr. Am darauf folgenden Tag belegte sie den 29. Platz in derselben Disziplin und holte erstmals Weltcuppunkte.
Owens bekundete Mühe, den Anschluss an die Weltspitze zu finden und nahm deshalb vermehrt an Kontinentalmeisterschaften teil. In den Wintern 2000/01 und 2001/02 erzielte sie in Europacup-Abfahrten je einen Podestplatz. Ihr bestes Weltcupergebnis erzielte sie am 13. Januar 2002 mit Platz 17 in der Kombination von Saalbach-Hinterglemm. Bei den Olympischen Winterspielen 2002 wurde sie Neunte in der Kombination.
Weitere Erfolge im alpinen Skisport blieben aus und Owens trat im Januar 2004 aus finanziellen Gründen zurück. Im Sommer 2005 entschloss sie sich, zum Freestyle-Skiing zu wechseln und in der Disziplin Skicross anzutreten. Am 20. Januar 2006 startete Owens in Kreischberg erstmals in einem Skicross-Weltcuprennen und wurde sogleich Achte. Das beste Ergebnis in ihrer Premierensaison war ein vierter Platz in der Sierra Nevada. Die erste Podestplatzierung erzielte sie am 16. Januar 2008 in Flaine mit Platz zwei, gefolgt von einem dritten Platz vier Tage später in Kreischberg.
Einen weiteren Podestplatz erzielte Owens in der Saison 2008/09. Bei den Olympischen Winterspielen 2010 fuhr sie auf den 13. Platz. In der Weltcupsaison klassierte sie sich regelmäßig unter den besten zehn (darunter ein dritter Platz), bei den Freestyle-Weltmeisterschaften 2011 wurde sie Fünfte. 2012 gewann sie bei den Winter X Games die Bronzemedaille.
Owens beendete nach der Saison 2013/14 ihre aktive Karriere.

## Erfolge Alpin
Olympische Spiele
- 2002 Turin: 9. Kombination, 29. Abfahrt, 29. Super-G

Weltmeisterschaften
- St. Anton 2001: 31. Abfahrt, 31. Riesenslalom, 34. Super-G, 36. Slalom

Juniorenweltmeisterschaften
- Hoch-Ybrig 1996: 12. Riesenslalom, 22. Abfahrt, 29. Super-G
- Schladming 1997: 27. Abfahrt, 22. Riesenslalom
- Megève 1998: 11. Abfahrt, 32. Super-G, 42. Riesenslalom

Weltcup
- 3 Platzierungen unter den besten 30

Weitere Erfolge
- 5 australische Meistertitel (Riesenslalom 1998, 2001, 2002, 2008; Slalom 2002)
- 2 Podestplätze im Europacup
- 6 Siege im Australia New Zealand Cup
- 2 Siege in FIS-Rennen

## Erfolge Freestyle
Olympische Spiele
- Vancouver 2010: 13. Skicross
- Sotschi 2014: 12. Skicross

Weltmeisterschaften
- Inawashiro 2009: 15. Skicross
- Deer Valley 2011: 5. Skicross

Weltcup
- 15 Platzierungen unter den besten zehn, davon 4 Podestplätze

Weitere Erfolge
- Winter X Games 2012: 3. Skier X